# Emanuel Arnold

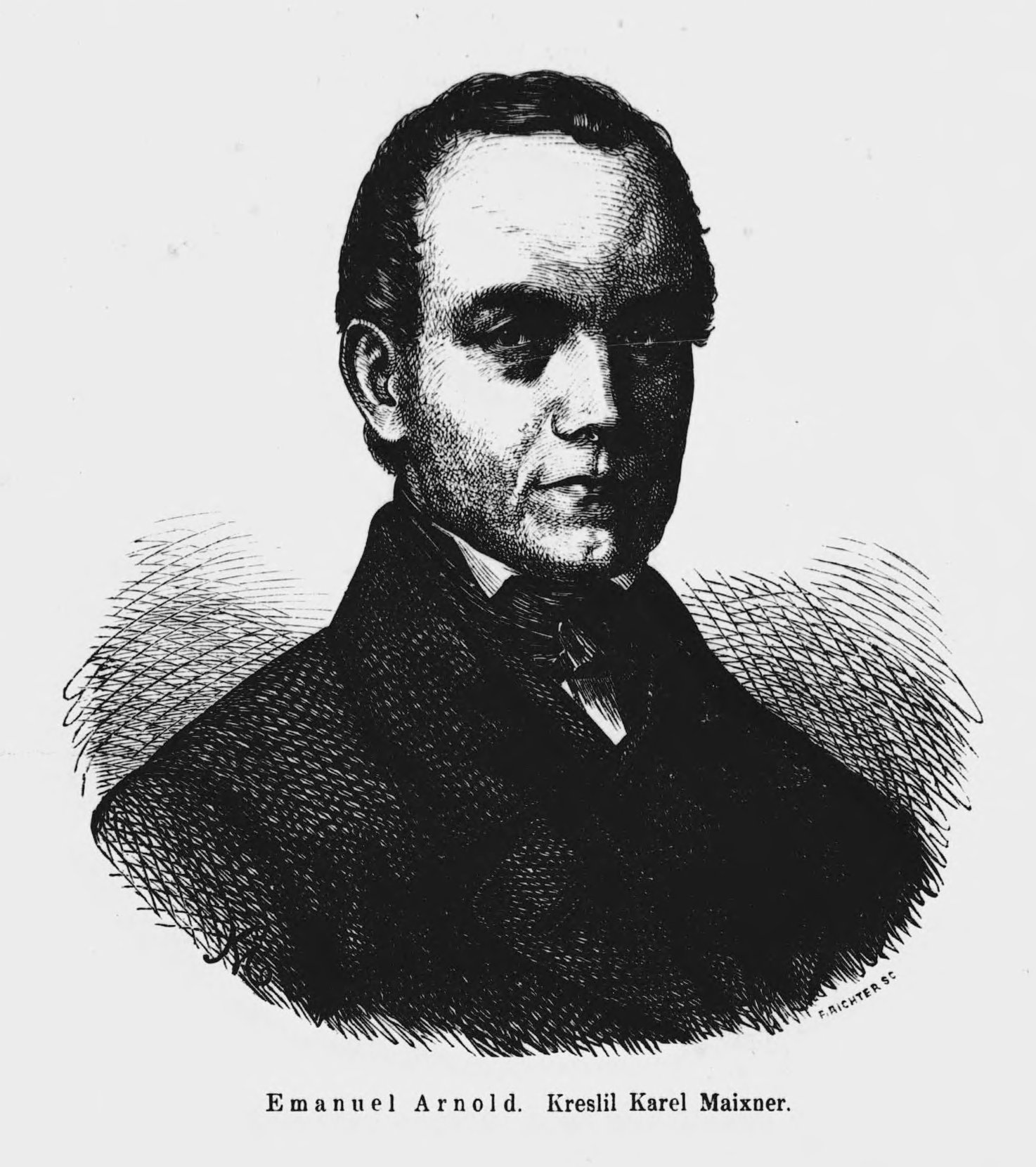
Emanuel Arnold 1849

Emanuel Arnold (* 9. November 1800 in Mnichovo Hradiště; † 4. Januar 1869 in Prag) war ein böhmischer Politiker. Er gilt als einer der führenden tschechischen radikalen Patrioten.

## Leben
Er war Kind eines armen Schneiders. Nach einer autodidaktischen Ausbildung mit Hilfe seines Bruders, des tschechisch-patriotisch eingestellten Priesters Jan Edvard Arnold, arbeitete er als Angestellter, später mietete er einen Hof in Jesená bei Semily. 1842 kam er nach Prag und schloss sich dem geheimen politischen Klub Repeal an, dem auch die Radikalen Vilém Gauč, František Havlíček, Ludvík Ruppert, Karel Sabina und Vincenz Vávra-Haštalský zugehörten. Erstmals aufmerksam wurde man auf ihn, als er 1847 gegen die Jesuiten agitierte und Gerüchte verbreitete, dass diese nach Prag zurückkehrten. Für die Verfassung und Verbreitung des Flugblatts Die von Jesuiten in einer geheimen Sitzung in Rom gehaltene Rede (Držená řeč od jenerála jezuitů v tajném sněmu v Římě) wurde er zu vier Monaten Gefängnis verurteilt und aus Prag verwiesen.
Im März 1848 kehrte er nach Prag zurück und begann seine aktive politische Tätigkeit. Im ursprünglich an die Deutschen verfassten Flugblatt Liebe, böhmischdeutsche Brüder forderte er im Geist des Internationalismus böhmische Deutsche auf, in Böhmen für die Demokratisierung des Staates einzutreten. In einem weiteren Flugblatt mit dem Titel Verhältnis des arbeitenden Volkes zu Reichen (Poměr pracujícího lidu k boháčům) stand er für die demokratische Wandlung der Gesellschaft und die Abschaffung der Frondienste ein. Im November 1848 erschien die erste Ausgabe der von ihm herausgegebenen Bürgerlichen Zeitung (Občanské noviny), mit der er sich vor allem an die Landbevölkerung wandte. In der Zeitung wurde radikale Kritik an der Regierung seitens der Demokraten geübt. Im selben Jahr verlegte er auch die von Sabina verfasste politische Schrift Die Geschichte der Hussiten, mit einem besonderen Augenmerkmal auf Jan Žižka (Děje husitů se zvláštním vzhledem na Jana Žižku).

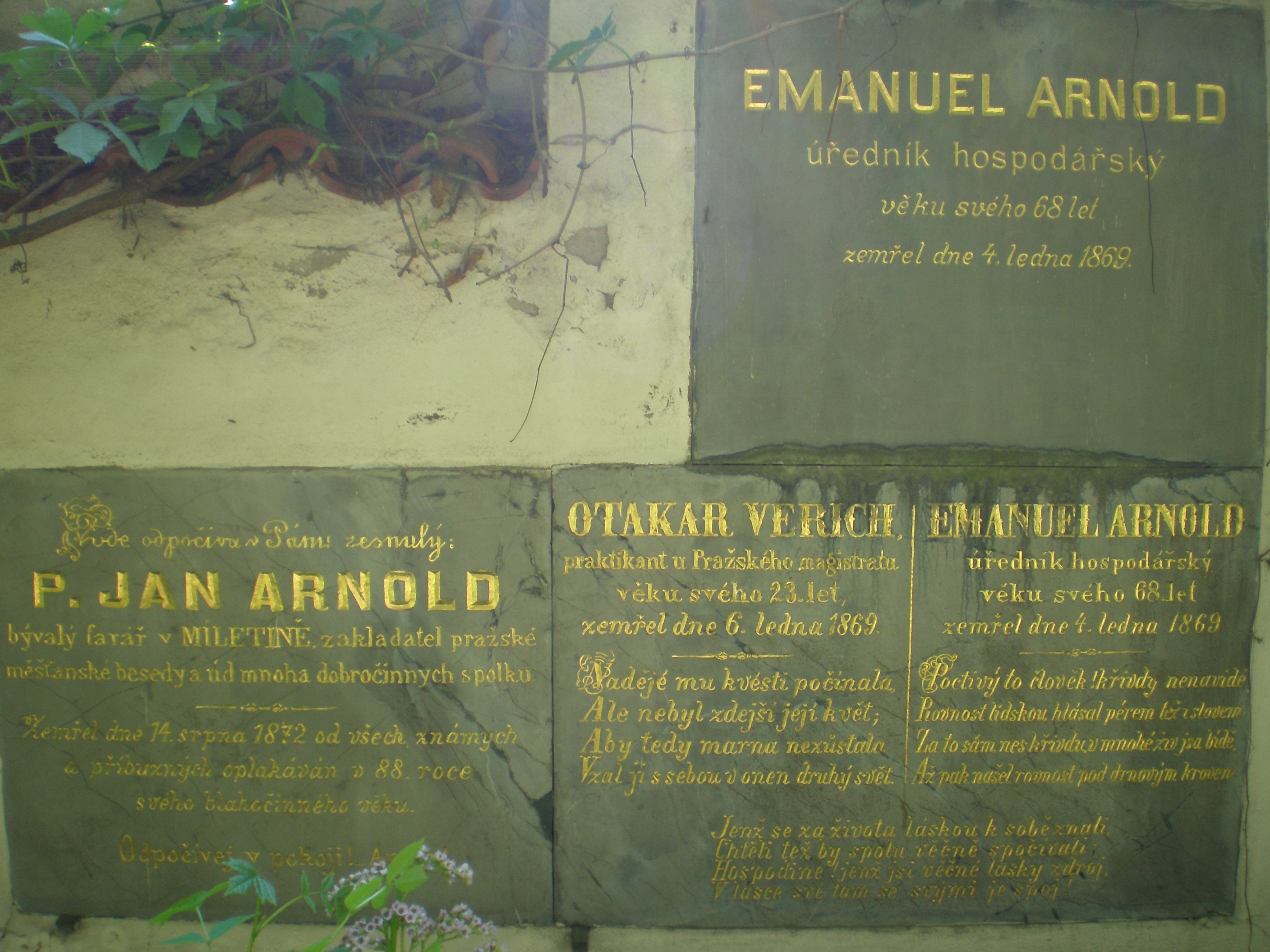
Arnolds Grab in Prag

1849 nahm er an den Vorbereitungen eines Streiks teil, den der russische Revolutionär Michail Alexandrowitsch Bakunin gemeinsam mit den deutschen Demokraten organisierte. Als in der Nacht vom 9. auf den 10. Mai die Polizei die Anführer verhaften ließ, gelang ihm die Flucht. Er kam bis nach Leipzig, wo er am 5. September verhaftet und der österreichischen Polizei übergeben wurde. Nach langen Ermittlungen des Militärgerichts im Februar 1854 wurde er zum Tod verurteilt, die Strafe wurde jedoch in zwanzig Jahre Haft umgewandelt.
Im Mai 1857 erfolgte die Amnestie und er kehrte nach Prag zurück. Neun Monate später wurde er zum Zwangsaufenthalt nach Villach in Kärnten gebracht, wo er in der Landwirtschaft tätig war. Im März 1868 durfte er, inzwischen alt, gebrechlich und schwerkrank, wieder nach Prag zurückkehren, wo er kurze Zeit später starb. Sein Begräbnis wurde dank der zahlreichen Teilnahme von Studenten und Arbeitern ein Manifest gegen die österreichische Monarchie.

## Werke
Neben agitatorischen Texten wie der programmatischen Verkündung Unseren Lesern (Čtenářům našim), abgedruckt in der Prager Abendzeitung vom 30. September 1848, verfasste er vor allem Flugblätter und politische Broschüren. Er rief darin die Arbeiter und die Landbevölkerung auf, „alles zu zerstören, was faul ist und sich überlebt hat“, das Recht der Nation durchzusetzen, die Demokratie einzuführen, das Recht auf Arbeit bei gerechter Bezahlung im Gesetz verankern, die Armen vor den Reichen schützen und den Zutritt der Bevölkerung zur Bildung und Kultur zu vereinfachen.

### Flugblätter
- Držená řeč od jenerála jezuitů v tajném sněmu v Římě, 1847.
- Liebe, böhmischdeutsche Brüder, 1848.
- Poměr pracujícího lidu k boháčům, 1848.

### Broschüren
- Popsání cesty mé z Prahy až na pomezí hraničné – Geschildert wird seine Flucht nach Leipzig.
- Děje husitů se zvláštním vzhledem na Jana Žižku, 1848.

### Schriften
- Gesammelte Schriften (Sebrané spisy), Edition V. Osvald, 1954.